# Sr. Ávila
A Sr. Ávila 2013-as mexikói televíziós sorozat, amelyet az HBO gyártott. A sorozat Mexikóvárosban játszódik.

## Tartalom
A sorozat a bérgyilkosok életébe nyújt betekintést. Adva van egy negyven év körüli családos ember, aki kettős életet él. Már évtizedek óta bérgyilkosként dolgozik, a hivatalos munkáját pedig egy irodában végzi, mint egy átlagos alkalmazott.
Ávila régebben rendőr volt, de leszerelt, mert nem jött be neki a munka. Azóta profi bérgyilkosként tevékenykedik, és az eltelt évek alatt a szakma legjobbjai közé küzdődte fel magát. Hidegvérrel végzi a feladatát, az elvállalt munkát mindig elvégzi, sosem beszél mellé. De a kőkemény külső egy érző emberi lényt takar, egy olyan embert, aki mindent megtenne a családjáért. Emellett templomba is sokat jár, mert szereti kitárgyalni a lelkiismereti gondjait.
Ávila szereti a feleségét, de folyamatosan megcsalja őt az egyik irodai alkalmazottal. A testi érintkezés szinte mindennapos közöttük, de ennek vége szakad, mert Ávila felmond a munkahelyén, mivel a bérgyilkosi munkájában előléptették. Ávila innentől fogva tudomást sem akar venni a nőről, aminek ő nem örül, és megfenyegeti Ávila-t, hogy mindent elmond a feleségének ha nem találkoznak újra.
Az említett előléptetéssel több felelősség is szakadt Ávila nyakába, például egy taknyos kölyköt is pátyolgatnia kell. Meg kell őt tanítani a gyilkolás rejtelmeire és felkészíteni az önálló munkavégzésre. De Ávila-nak semmi kedve ehhez, mert a kölyök a fiára emlékezteti. Ráadásul kiderül, hogy a srác a fiával jár egy suliba, és jóban is vannak.

## Szereplők
- Tony Dalton
- Camila Selser
- Jorge Caballero
- Adrian Alonso
- Ilse Salas
- Nailea Norvind
- Alfonso Figueroa
- Juan Carlos Remolina
- Carlos Aragón
- Emilio Guerrero